# Niamtougou
Niamtougou est une ville du Togo.

Niamtougou est une commune  de la préfecture de Doufelgou, dans la région de la Kara.

## Géographie
Niamtougou est située  environ trente kilomètres de la ville de Kara, sur la route internationale 1. La commune de Niamtougou regorge de paysages magnifiques et des petits  villages en cases traditionnelles.

## Vie économique
- L'aéroport international de Niamtougou est environ à quatre kilomètres au nord-ouest du centre-ville de Niamtougou, il est le seul au nord du Togo.
- Coopérative paysanne.
- Coopérative des handicapés de Niamtougou (CODHANI), avec production de batiks et autres objets, et offrant aussi la restauration.
- Important marché hebdomadaire d'intérêt régional qui se tient tous les dimanches.

## Lieux publics
- Lycée
- Centre hospitalier
- Bibliothèque publique

## Monuments et sites
La statue du lion au repos chez le colonel Kléber Dadjo, à Siou. On trouve également dans la ville les deux tombés du colonel, une au cimetière catholique et une dans son jardain, et la mare de Koka.

## Personnalités liées à la commune
- Boumbéra Dibalaba Alassounouma (1942-1995), ministre togolais des Affaires étrangères et de la Coopération, ambassadeur du Togo en Chine, puis en France.
- Dadjo Kleber (originaire de Siou), capitaine de l'armée française, colonel des forces armées togolaises, ministre de la Justice.
- Ywassa Léonard (originaire de Koka), agronome, ministre
- Barandao Jean Marie, ambassadeur du Togo en France
- Balé Débaba, ministre des Finances
- Agbétra (originaire de Défalé), ministre de la Santé
- Gilbert Bawara, ministre de la Coopération
- Ateyaba (originaire de Montpellier), rappeur français.